# Narciarstwo dowolne na Zimowych Igrzyskach Olimpijskich 2018 – skicross mężczyzn
Skicross mężczyzn – jedna z konkurencji rozgrywanych w ramach narciarstwa dowolnego na Zimowych Igrzyskach Olimpijskich w Pjongczangu. Zawodnicy rywalizowali w dniu 21 lutego w Bogwang Phoenix Park.
Mistrzem olimpijskim został Kanadyjczyk Brady Leman. Drugie miejsce zajął Szwajcar Marc Bischofberger. Na trzecim stopniu podium uplasował się olimpijczyk z Rosji Siergiej Ridzik.

## Terminarz
| Data      | Konkurencja  | Godzina rozpoczęcia | Godzina rozpoczęcia |
| Data      | Konkurencja  | Czas CET            | Czas lokalny        |
| --------- | ------------ | ------------------- | ------------------- |
| 21 lutego | Kwalifikacje | 11:30               | 3:30                |
| 21 lutego | 1/8 finału   | 13:15               | 5:15                |
| 21 lutego | 1/4 finału   | 13:50               | 5:50                |
| 21 lutego | 1/2 finału   | 14:14               | 6:14                |
| 21 lutego | Finały       | 14:30               | 6:30                |

## Wyniki

### Kwalifikacje
| Pozycja | Nr | Zawodnik              | Reprezentacja     | Zjazd   | Uwagi |   |           |            |         |  |
| ------- | -- | --------------------- | ----------------- | ------- | ----- | - | --------- | ---------- | ------- |  |
| Pozycja | Nr | Zawodnik              | Reprezentacja     | 1.      | Uwagi | 9 | Alex Fiva | Szwajcaria | 1:08,74 |  |
| 2.      | 10 | Siergiej Ridzik       | Sportowcy z Rosji | 1:09,21 |       |   |           |            |         |  |
| 3.      | 16 | Kevin Drury           | Kanada            | 1:09,41 |       |   |           |            |         |  |
| 4.      | 2  | Armin Niederer        | Szwajcaria        | 1:09,46 |       |   |           |            |         |  |
| 5.      | 14 | Filip Flisar          | Słowenia          | 1:09,65 |       |   |           |            |         |  |
| 6.      | 8  | Christoph Wahrstötter | Austria           | 1:09,79 |       |   |           |            |         |  |
| 7.      | 15 | Jean Frédéric Chapuis | Francja           | 1:09,84 |       |   |           |            |         |  |
| 8.      | 6  | Brady Leman           | Kanada            | 1:09,94 |       |   |           |            |         |  |
| 9.      | 11 | Marc Bischofberger    | Szwajcaria        | 1:09,99 |       |   |           |            |         |  |
| 10.     | 7  | Paul Eckert           | Niemcy            | 1:10,06 |       |   |           |            |         |  |
| 11.     | 28 | Robert Winkler        | Austria           | 1:10,09 |       |   |           |            |         |  |
| 12.     | 29 | Stefan Thanei         | Włochy            | 1:10,10 |       |   |           |            |         |  |
| 13.     | 19 | Jonas Lenherr         | Szwajcaria        | 1:10,12 |       |   |           |            |         |  |
| 14.     | 1  | Arnaud Bovolenta      | Francja           | 1:10,12 |       |   |           |            |         |  |
| 15.     | 26 | Siegmar Klotz         | Włochy            | 1:10,15 |       |   |           |            |         |  |
| 16.     | 20 | Adam Kappacher        | Austria           | 1:10,17 |       |   |           |            |         |  |
| 17.     | 17 | Igor Omielin          | Sportowcy z Rosji | 1:10,24 |       |   |           |            |         |  |
| 18.     | 13 | François Place        | Francja           | 1:10,26 |       |   |           |            |         |  |
| 19.     | 3  | Victor Öhling Norberg | Szwecja           | 1:10,26 |       |   |           |            |         |  |
| 20.     | 17 | Tim Hronek            | Niemcy            | 1:10,27 |       |   |           |            |         |  |
| 21.     | 27 | Florian Wilmsmann     | Niemcy            | 1:10,33 |       |   |           |            |         |  |
| 22.     | 23 | Erik Mobärg           | Szwecja           | 1:10,36 |       |   |           |            |         |  |
| 23.     | 25 | Jegor Korotkow        | Sportowcy z Rosji | 1:10,39 |       |   |           |            |         |  |
| 24.     | 4  | Terence Tchiknavorian | Francja           | 1:10,41 |       |   |           |            |         |  |
| 25.     | 21 | Jamie Prebble         | Nowa Zelandia     | 1:10,48 |       |   |           |            |         |  |
| 26.     | 22 | David Duncan          | Kanada            | 1:10,51 |       |   |           |            |         |  |
| 27.     | 30 | Siemion Dienszczikow  | Sportowcy z Rosji | 1:10,86 |       |   |           |            |         |  |
| 28.     | 12 | Thomas Zangerl        | Austria           | 1:10,96 |       |   |           |            |         |  |
| 29.     | 5  | Viktor Andersson      | Szwecja           | 1:11,20 |       |   |           |            |         |  |
| 30.     | 31 | Anton Grimus          | Australia         | 1:40,80 |       |   |           |            |         |  |
| 31.     | 18 | Christopher Del Bosco | Kanada            | 1:48,25 |       |   |           |            |         |  |

## Runda Eliminacyjna

### 1/8 Finału
| Pozycja | Nr | Zawodnik       | Reprezentacja     | Uwagi |
| ------- | -- | -------------- | ----------------- | ----- |
| 1.      | 1  | Alex Fiva      | Szwajcaria        | Q     |
| 2.      | 16 | Adam Kappacher | Austria           | Q     |
| 3.      | 17 | Igor Omielin   | Sportowcy z Rosji |       |

| Pozycja | Nr | Zawodnik              | Reprezentacja | Uwagi |
| ------- | -- | --------------------- | ------------- | ----- |
| 1.      | 9  | Marc Bischofberger    | Szwajcaria    | Q     |
| 2.      | 8  | Brady Leman           | Kanada        | Q     |
| 3.      | 25 | Jamie Prebble         | Nowa Zelandia |       |
|         | 24 | Terence Tchiknavorian | Francja       |       |

| Pozycja | Nr | Zawodnik          | Reprezentacja | Uwagi |
| ------- | -- | ----------------- | ------------- | ----- |
| 1.      | 5  | Filip Flisar      | Słowenia      | Q     |
| 2.      | 28 | Thomas Zangerl    | Austria       | Q     |
| 3.      | 12 | Stefan Thanei     | Włochy        |       |
| 4.      | 21 | Florian Wilmsmann | Niemcy        |       |

| Pozycja | Nr | Zawodnik         | Reprezentacja | Uwagi |
| ------- | -- | ---------------- | ------------- | ----- |
| 1.      | 4  | Armin Niederer   | Szwajcaria    | Q     |
| 2.      | 13 | Jonas Lenherr    | Szwajcaria    | Q     |
| 3.      | 20 | Tim Hronek       | Niemcy        |       |
| 4.      | 29 | Viktor Andersson | Szwecja       |       |

| Pozycja | Nr | Zawodnik              | Reprezentacja | Uwagi |
| ------- | -- | --------------------- | ------------- | ----- |
| 1.      | 3  | Kevin Drury           | Kanada        | Q     |
| 2.      | 14 | Arnaud Bovolenta      | Francja       | Q     |
| 3.      | 19 | Victor Öhling Norberg | Szwecja       |       |
| 4.      | 30 | Anton Grimus          | Australia     |       |

| Pozycja | Nr | Zawodnik              | Reprezentacja     | Uwagi |
| ------- | -- | --------------------- | ----------------- | ----- |
| 1.      | 11 | Robert Winkler        | Austria           | Q     |
| 2.      | 27 | Siemion Dienszczikow  | Sportowcy z Rosji | Q     |
|         | 6  | Christoph Wahrstötter | Austria           | DNF   |
|         | 22 | Erik Mobärg           | Szwecja           | DNF   |

| Pozycja | Nr | Zawodnik              | Reprezentacja     | Uwagi |
| ------- | -- | --------------------- | ----------------- | ----- |
| 1.      | 26 | David Duncan          | Kanada            | Q     |
| 2.      | 7  | Jean Frédéric Chapuis | Francja           | Q     |
| 3.      | 10 | Paul Eckert           | Niemcy            |       |
| 4.      | 23 | Jegor Korotkow        | Sportowcy z Rosji |       |

| Pozycja | Nr | Zawodnik              | Reprezentacja     | Uwagi |
| ------- | -- | --------------------- | ----------------- | ----- |
| 1.      | 18 | François Place        | Francja           | Q     |
| 2.      | 2  | Siergiej Ridzik       | Sportowcy z Rosji | Q     |
| 3.      | 15 | Siegmar Klotz         | Włochy            |       |
|         | 31 | Christopher Del Bosco | Kanada            | DNF   |

### Ćwierćfinał
| Pozycja | Nr | Zawodnik           | Reprezentacja | Uwagi |
| ------- | -- | ------------------ | ------------- | ----- |
| 1.      | 8  | Brady Leman        | Kanada        | Q     |
| 2.      | 9  | Marc Bischofberger | Szwajcaria    | Q     |
|         | 1  | Alex Fiva          | Szwajcaria    | DNF   |
|         | 16 | Adam Kappacher     | Austria       | DNF   |

| Pozycja | Nr | Zawodnik             | Reprezentacja     | Uwagi |
| ------- | -- | -------------------- | ----------------- | ----- |
| 1.      | 3  | Kevin Drury          | Kanada            | Q     |
| 2.      | 14 | Arnaud Bovolenta     | Francja           | Q     |
| 3.      | 27 | Siemion Dienszczikow | Sportowcy z Rosji |       |
|         | 11 | Robert Winkler       | Austria           | DNF   |

| Pozycja | Nr | Zawodnik       | Reprezentacja | Uwagi |
| ------- | -- | -------------- | ------------- | ----- |
| 1.      | 4  | Armin Niederer | Szwajcaria    | Q     |
| 2.      | 5  | Filip Flisar   | Słowenia      | Q     |
| 3.      | 28 | Thomas Zangerl | Austria       |       |
| 4.      | 13 | Jonas Lenherr  | Szwajcaria    |       |

| Pozycja | Nr | Zawodnik              | Reprezentacja     | Uwagi |
| ------- | -- | --------------------- | ----------------- | ----- |
| 1.      | 2  | Siergiej Ridzik       | Sportowcy z Rosji | Q     |
| 2.      | 26 | David Duncan          | Kanada            | Q     |
| 3.      | 18 | François Place        | Francja           |       |
| 4.      | 7  | Jean Frédéric Chapuis | Francja           |       |

### Półfinał
| Pozycja | Nr | Zawodnik           | Reprezentacja | Uwagi |
| ------- | -- | ------------------ | ------------- | ----- |
| 1.      | 8  | Brady Leman        | Kanada        | Q     |
| 2.      | 9  | Marc Bischofberger | Szwajcaria    | Q     |
| 3.      | 4  | Armin Niederer     | Szwajcaria    |       |
| 4.      | 5  | Filip Flisar       | Słowenia      |       |

| Pozycja | Nr | Zawodnik         | Reprezentacja     | Uwagi |
| ------- | -- | ---------------- | ----------------- | ----- |
| 1.      | 3  | Kevin Drury      | Kanada            | Q     |
| 2.      | 2  | Siergiej Ridzik  | Sportowcy z Rosji | Q     |
| 3.      | 14 | Arnaud Bovolenta | Francja           |       |
| 4.      | 26 | David Duncan     | Kanada            |       |

### Finał
Mały Finał
| Pozycja | Nr | Zawodnik         | Reprezentacja |
| ------- | -- | ---------------- | ------------- |
| 5.      | 4  | Armin Niederer   | Szwajcaria    |
| 6.      | 14 | Arnaud Bovolenta | Francja       |
| 7.      | 5  | Filip Flisar     | Słowenia      |
| 8.      | 26 | David Duncan     | Kanada        |

Finał
| Pozycja | Nr | Zawodnik           | Reprezentacja     |
| ------- | -- | ------------------ | ----------------- |
| złoto   | 8  | Brady Leman        | Kanada            |
| srebro  | 9  | Marc Bischofberger | Szwajcaria        |
| brąz    | 2  | Siergiej Ridzik    | Sportowcy z Rosji |
| 4.      | 3  | Kevin Drury        | Kanada            |